# Самохвалово (Орловская область)
Самохвалово — деревня в Кромском районе Орловской области России. Входит в состав Апальковского сельского поселения.

## География
Деревня находится в юго-западной части Орловской области, в лесостепной зоне, в пределах центральной части Среднерусской возвышенности, на берегах реки Ицки, к востоку от автодороги 54К-151, на расстоянии примерно 9 километров (по прямой) к северо-северо-западу от посёлка городского типа Кромы, административного центра района. Абсолютная высота — 180 метров над уровнем моря.

### Климат
Климат умеренно континентальный, умеренно влажный. Среднегодовая температура воздуха — 3,8 °C. Средняя многолетняя температура самого холодного месяца (января) составляет −10 — −8 °C (абсолютный минимум — −39 °C); самого тёплого месяца (июля) — 18 — 19 °C (абсолютный максимум — 38 °C). Безморозный период длится около 145 дней. Среднегодовое количество атмосферных осадков составляет 490—590 мм, из которых большая часть выпадает в тёплый период. Снежный покров держится в течение 126 дней.

### Часовой пояс
Деревня Самохвалово, как и вся Орловская область, находится в часовой зоне МСК (московское время). Смещение применяемого времени относительно UTC составляет +3:00.

## Население
| 2010 |
| ---- |
| 18   |

### Национальный состав
Согласно результатам переписи 2002 года, в национальной структуре населения русские составляли 100 % из 13 чел.